# Копа Америка у фудбалу за жене 2010.
Копа Америка у фудбалу за жене 2010. (шп. Campeonato Sudamericano de Fútbol Femenino 2010, енгл. 2010 South American Women's Football Championship), је било шесто издање Јужноамеричког женског првенства у фудбалу (сада познатог као Копа Америка Феменина) и одредила репрезентацију из Конмебола за Светско првенство у фудбалу за жене 2011. и фудбалски турнир Олимпијских игара 2012.
Турнир је одржан у Еквадору од 4. до 21. новембра 2010. године, након што је првобитно био заказан за 28. октобар – 14. новембар 2010. године.
Два најбоља тима из финалне групе, Бразил и Колумбија, квалификовали су се за Светско првенство у фудбалу за жене 2011. и Летње олимпијске игре 2012. Поред тога, 4 најбоља тима су се квалификовала за Панамеричке игре 2011.

## Градови и стадиони домаћини
Коришћено је седам стадиона у седам ратличитих градова.
| Град      | Стадион                            | Капацитет |
| --------- | ---------------------------------- | --------- |
| Амбато    | Стадион Бељависта                  | 19.337    |
| Азогес    | Стадион Хорхе Андраде              | 8.500     |
| Куенка    | Алехандро Серано                   | 20.730    |
| Латакунга | Стадион Ла Коча                    | 15.220    |
| Лоха      | Стадион Федеративо Рејна дел Сисне | 14.934    |
| Кито      | Стадион Олимпико Атахуалпа         | 40.948    |
| Риобамба  | Стадион Олимпико                   | 18.936    |

## Прва фаза
Прва фаза турнира обухвата десет репрезентација које су подељене у две групе од по пет екипа. Два најбоља тима у групама пролазе у финалну рунду, уместо у нокаут фазу.
Финална рунда је постављена у Бергеровом формату, где је сваки тим играо по једну утакмицу против сваког од осталих тимова у групи. Два најбоља тима у групи су се квалификовала за Светско првенство у фудбалу за жене 2011. у Немачкој и фудбалски турнир Олимпијских игара 2012. у Лондону. Првопласирани тим је освојио турнир.
За победу су додељена три бода, за реми један бод, а за пораз нула поена.
Када тимови заврше са истим бројем бодова, коначан редослед се одређује према:
1. супериорна гол разлика у свим мечевима
2. већи број постигнутих голова у свим утакмицама у групи
3. бољи резултат у мечевима између изједначених тимова
4. извлачење жреба

Утакмице су игране у градовима Латакунги, Амбату и Риобамби (Група А) и Лохи, Куенки и Азогесу (Група Б).

### Група А
| Pos | Тим       | О | П | Н | И | ГД | ГП | ГР | Бод. | Qualification            |
| --- | --------- | - | - | - | - | -- | -- | -- | ---- | ------------------------ |
| 1   | Чиле      | 4 | 3 | 0 | 1 | 9  | 4  | +5 | 9    | Напредовале у другу фазу |
| 2   | Аргентина | 4 | 3 | 0 | 1 | 7  | 2  | +5 | 9    | Напредовале у другу фазу |
| 3   | Еквадор   | 4 | 3 | 0 | 1 | 8  | 6  | +2 | 9    |                          |
| 4   | Боливија  | 4 | 1 | 0 | 3 | 5  | 11 | −6 | 3    |                          |
| 5   | Перу      | 4 | 0 | 0 | 4 | 3  | 9  | −6 | 0    |                          |

| Аргентина                                            | 3 : 0    | Боливија |
| ---------------------------------------------------- | -------- | -------- |
| Андреја Охеда 6’, 39’ (пен.) · Естефанија Банини 51’ | Извештај |          |

| Еквадор              | 1 : 2    | Чиле                                     |
| -------------------- | -------- | ---------------------------------------- |
| Моника Квинтерос 42’ | Извештај | Патриција Квезада 2’ · Ханет Салгадо 44’ |

| Чиле                      | 1 : 2    | Аргентина                 |
| ------------------------- | -------- | ------------------------- |
| Франциска лара 84’ (пен.) | Извештај | Мерцедес Переира 40’, 70’ |

| Еквадор                                      | 2 : 1    | Перу               |
| -------------------------------------------- | -------- | ------------------ |
| Моника Квинтерос 22’ · Валерија Палациос 78’ | Извештај | Мирјам Тристан 15’ |

| Чиле                                                      | 3 : 0    | Боливија |
| --------------------------------------------------------- | -------- | -------- |
| Франциска Лара 8’ · Данијела Замора 40’ · Карен Араја 55’ | Извештај |          |

| Аргентина                                   | 2 : 0    | Перу |
| ------------------------------------------- | -------- | ---- |
| Ева Надија Гонзалез 65’ · Химена Бланко 68’ | Извештај |      |

| Перу              | 1 : 3    | Чиле                                   |
| ----------------- | -------- | -------------------------------------- |
| Лиана Чиринос 45’ | Извештај | Јанара Аедо 10’ · Карен Араја 57’, 90’ |

| Боливија                                                      | 3 : 4    | Еквадор                                                                 |
| ------------------------------------------------------------- | -------- | ----------------------------------------------------------------------- |
| Палмира Лоајза 30’ · Роксана Бенавидез 70’ · Карла Падиља 87’ | Извештај | Хошелин Санчез 45+4’, 53’ · Патриција Фреире 68’ · Моника Квинтерос 73’ |

| Боливија                | 2 : 1    | Перу              |
| ----------------------- | -------- | ----------------- |
| Палмира Лоајза 29’, 61’ | Извештај | Лиана Чиринос 22’ |

| Еквадор             | 1 : 0    | Аргентина |
| ------------------- | -------- | --------- |
| Ингрид Родригез 34’ | Извештај |           |

### Група Б
| Pos | Тим       | О | П | Н | И | ГД | ГП | ГР  | Бод. | Qualification            |
| --- | --------- | - | - | - | - | -- | -- | --- | ---- | ------------------------ |
| 1   | Бразил    | 4 | 4 | 0 | 0 | 13 | 1  | +12 | 12   | Напредовале у другу фазу |
| 2   | Колумбија | 4 | 3 | 0 | 1 | 17 | 2  | +15 | 9    | Напредовале у другу фазу |
| 3   | Парагвај  | 4 | 2 | 0 | 2 | 8  | 6  | +2  | 6    |                          |
| 4   | Венецуела | 4 | 1 | 0 | 3 | 5  | 15 | −10 | 3    |                          |
| 5   | Уругвај   | 4 | 0 | 0 | 4 | 2  | 21 | −19 | 0    |                          |

| Парагвај | 0 : 3    | Колумбија                                                 |
| -------- | -------- | --------------------------------------------------------- |
|          | Извештај | Пола Домингез 18’ · Каталина Усме 46’ · Јорели Ринкон 70’ |

| Бразил                                                      | 4 : 0    | Венецуела |
| ----------------------------------------------------------- | -------- | --------- |
| Алин Пелегрино 26’, 30’ · Кристијана 42’ · Рената Коста 60’ | Извештај |           |

| Венецуела | 0 : 4    | Парагвај                                             |
| --------- | -------- | ---------------------------------------------------- |
|           | Извештај | Дулсе Квинтана 49’ · Глорија Виљамајор 56’, 59’, 80’ |

| Уругвај | 0 : 4    | Бразил                                      |
| ------- | -------- | ------------------------------------------- |
|         | Извештај | Кристијана 15’ (пен.), 40’ · Марта 36’, 57’ |

| Колумбија                                                                                                | 5 : 0    | Венецуела |
| --- | -------- | --------- |
| Натали Аријас 27’ · Кармен Родаљега 45’ · Андреа Пералта 56’ · Јорели Ринкон 58’ · Орианика Веласкез 73’ | Извештај |           |

| Парагвај                                                                                    | 4 : 0    | Уругвај |
| ------------------------------------------------------------------------------------------- | -------- | ------- |
| Глорија Виљамајор 29’ · Хоана Галеано 38’ · Дулсе Квинтана 42’ · Анхелика Васкез 89’ (пен.) | Извештај |         |

| Венецуела                                                                       | 5 : 2    | Уругвај                                    |
| ------------------------------------------------------------------------------- | -------- | ------------------------------------------ |
| Исаура Висо 4’, 17’ · Најле Квинтеро 31’ · Карла Торес 78’ · Оријана Алтуве 83’ | Извештај | Пола Вијера 43’ · Каролина Биризамбери 66’ |

| Колумбија      | 1 : 2    | Бразил                     |
| -------------- | -------- | -------------------------- |
| Јули Муњоз 57’ | Извештај | Кристијана 13’ · Марта 28’ |

| Уругвај | 0 : 8    | Колумбија |
| ------- | -------- | --- |
|         | Извештај | Каталина Усме 35’ (пен.) · Јорели Ринкон 41’, 80’ · Катерин Кастро 45’, 84’ · Данијела Монтоја 82’ · Натали Аријас 85’ · Ингрид Видал 88’ |

| Бразил                          | 3 : 0    | Парагвај |
| ------------------------------- | -------- | -------- |
| Кристијана 18’, 36’ · Марта 57’ | Извештај |          |

## Друга фаза
| Pos | Тим       | О | П | Н | И | ГД | ГП | ГР  | Бод. | Qualification                                                                                            |
| --- | --------- | - | - | - | - | -- | -- | --- | ---- | --- |
| 1   | Бразил    | 3 | 3 | 0 | 0 | 12 | 1  | +11 | 9    | Квалификовале се за Светско првенство у фудбалу за жене 2011. и фудбалски турнир Олимпијских игара 2012. |
| 2   | Колумбија | 3 | 1 | 1 | 1 | 2  | 6  | −4  | 4    | Квалификовале се за Светско првенство у фудбалу за жене 2011. и фудбалски турнир Олимпијских игара 2012. |
| 3   | Чиле      | 3 | 0 | 2 | 1 | 2  | 4  | −2  | 2    | |
| 4   | Аргентина | 3 | 0 | 1 | 2 | 0  | 5  | −5  | 1    | |

| Чиле               | 1 : 1    | Колумбија         |
| ------------------ | -------- | ----------------- |
| Франциска Лара 61’ | Извештај | Јорели Ринкон 29’ |

| Бразил                                                                     | 4 : 0    | Аргентина |
| -------------------------------------------------------------------------- | -------- | --------- |
| Грацијела 25’ · Росана дос Сантос Августо 37’ · Марта 63’ · Кристијана 77’ | Извештај |           |

| Чиле | 0 : 0    | Аргентина |
| ---- | -------- | --------- |
|      | Извештај |           |

| Бразил                                                     | 5 : 0    | Колумбија |
| ---------------------------------------------------------- | -------- | --------- |
| Ерика 23’ · Грациела 48’ · Марта 69’, 87’ · Кристијана 82’ | Извештај |           |

| Колумбија        | 1 : 0    | Аргентина |
| ---------------- | -------- | --------- |
| Ингрид Видал 51’ | Извештај |           |

| Чиле              | 1 : 3    | Бразил                                             |
| ----------------- | -------- | -------------------------------------------------- |
| Хамет Салгадо 45’ | Извештај | Данијел Сантос де Пола Батиста 2’ · Марта 36’, 83’ |

 Бразил је освојио турнир и квалификовао се за Светско првенство у фудбалу за жене 2011. и фудбалски турнир Олимпијских игара 2012. заједно са  Колумбија.

## Статистика

### Голгетерке
9. голова
- Марта

8. голова
- Кристијана

5. голова
- Јорели Ринкон

4. гола
- Глорија Виљамајор

### Финална табела
| Поз                      | Екипа     | Ута | Поб | Нер | Изг | ГД | ГП | ГР  | Бод |
| ------------------------ | --------- | --- | --- | --- | --- | -- | -- | --- | --- |
| 1                        | Бразил    | 7   | 7   | 0   | 0   | 25 | 2  | +23 | 21  |
| 2                        | Колумбија | 7   | 4   | 1   | 2   | 19 | 8  | +11 | 13  |
| 3                        | Чиле      | 7   | 3   | 2   | 2   | 11 | 8  | +3  | 11  |
| 4                        | Аргентина | 7   | 3   | 1   | 3   | 7  | 7  | 0   | 10  |
| Елиминисане у првој фази |           |     |     |     |     |    |    |     |     |
| 5                        | Еквадор   | 4   | 3   | 0   | 1   | 8  | 6  | +2  | 9   |
| 6                        | Парагвај  | 4   | 2   | 0   | 2   | 8  | 6  | +2  | 6   |
| 7                        | Боливија  | 4   | 1   | 0   | 3   | 5  | 11 | −6  | 3   |
| 8                        | Венецуела | 4   | 1   | 0   | 3   | 5  | 15 | −10 | 3   |
| 9                        | Перу      | 4   | 0   | 0   | 4   | 3  | 9  | −6  | 0   |
| 10                       | Уругвај   | 4   | 0   | 0   | 4   | 2  | 21 | −19 | 0   |